# Майоров Владислав Миколайович
Владисла́в Майо́ров (рос. Владислав Николаевич Майоров; нар. 12 жовтня 1976, Рязань, СРСР) — російський футболіст, півзахисник та нападник.

## Життєпис
Владислав Майоров народився 12 жовтня 1976 року в Рязані. Вихованець місцевих клубів «Чайка» та «Фенікс». У 1995 році підписав свій перший професіональний контракт з рязанським клубом «Спартак», який на той час виступав у другому дивізіоні чемпіонату Росії. У 1998 році перейшов до «Жемчужини» (Сочі) й дебютував у Вищій лізі чемпіонату Росії. Проте частіше грав за «Жемчужину-2» (Сочі) з другого дивізіону російського чемпіонату. 
На початку 1999 року перейшов до криворізького «Кривбасу». Дебютував за «Кривбас» 7 березня 1999 року в переможному (2:1) домашньому матчі 16-го туру вищої ліги чемпіонату України проти дніпропетровського «Дніпра». Владислав вийшов на поле в стартовому складі та відіграв увесь поєдинок. Дебютним голом за криворізький клуб відзначився 24 квітня 1999 року на 60-ій хвилині переможного (3:1) домашнього поєдинку 22-го туру вищої ліги чемпіонату України проти маріупольського «Металурга». Майоров вийшов на поле на 51-ій хвилині замість Олександра Воскобойника. Протягом свого перебування у Кривому Розі відіграв за «Кривбас» у чемпіонаті України 11 матчів та відзначився 2-ма голами. У тому ж році зіграв декілька матчів (відзначився 1 голом) за фарм-клуб криворіжців, «Кривбас-2» у другій лізі чемпіонату України. 
У 2002 році став гравцем клубу «Рязань-Агрокомплект». У 2006 році повернувся до рязанського «Спартака», якому допоміг вийти до Першого дивізіону. Влітку 2007 року перейшов до ФК «Рязань», в складі якого в 2008 році завершив кар'єру футболіста.

## Досягнення

### Командні
- Вища ліга чемпіонату України
  -  Бронзовий призер (1): 1999

- Другий дивізіон чемпіонату Росії
  -  Чемпіон (1): 2006
  -  Срібний призер (1): 2005

### Особисті
- Найкращий бомбардир в історії клубу «Спартак» (Рязань)[7]